# Lázeňský park Ķemeri
Lázeňský park Ķemeri, lotyšsky Ķemeru kūrorta parks, je lázeňský městský park. Nachází se v severovýchodní části Ķemeri (čtvrti města Jūrmala) na obou březích říčky Vēršupīte ve Vidzeme v Lotyšsku.

## Další informace
Lázeňský park Ķemeri se začal budovat v roce 1839 rižským zahradníkem Karl Heinrich Wagnerem (Kārlis Heinrihs Vāgners). Je cennou historickou památkou a je protkán sítí klikatých chodníků a zajímavých mostů podél říčky Vēršupīte. V srpnu 2021 byla dokončena renovace a rekonstrukce parku, jeho památek, budov, zeleně, stezek a laviček. Nejvyšší budovou parku je Vodárenská věž Ķemeri, která je funkční vodárnou a zárověň rozhlednou i muzeem. V parku jsou také umělecká díla, pravoslavný kostel (Sv. Pētera – Pāvila pareizticīgo baznīca) z roku 1893, Ostrůvek lásky (Mīlestības salliņa) s rotundou, sirný pramen Ķirzaciņa s pavilonem aj.

## Galerie

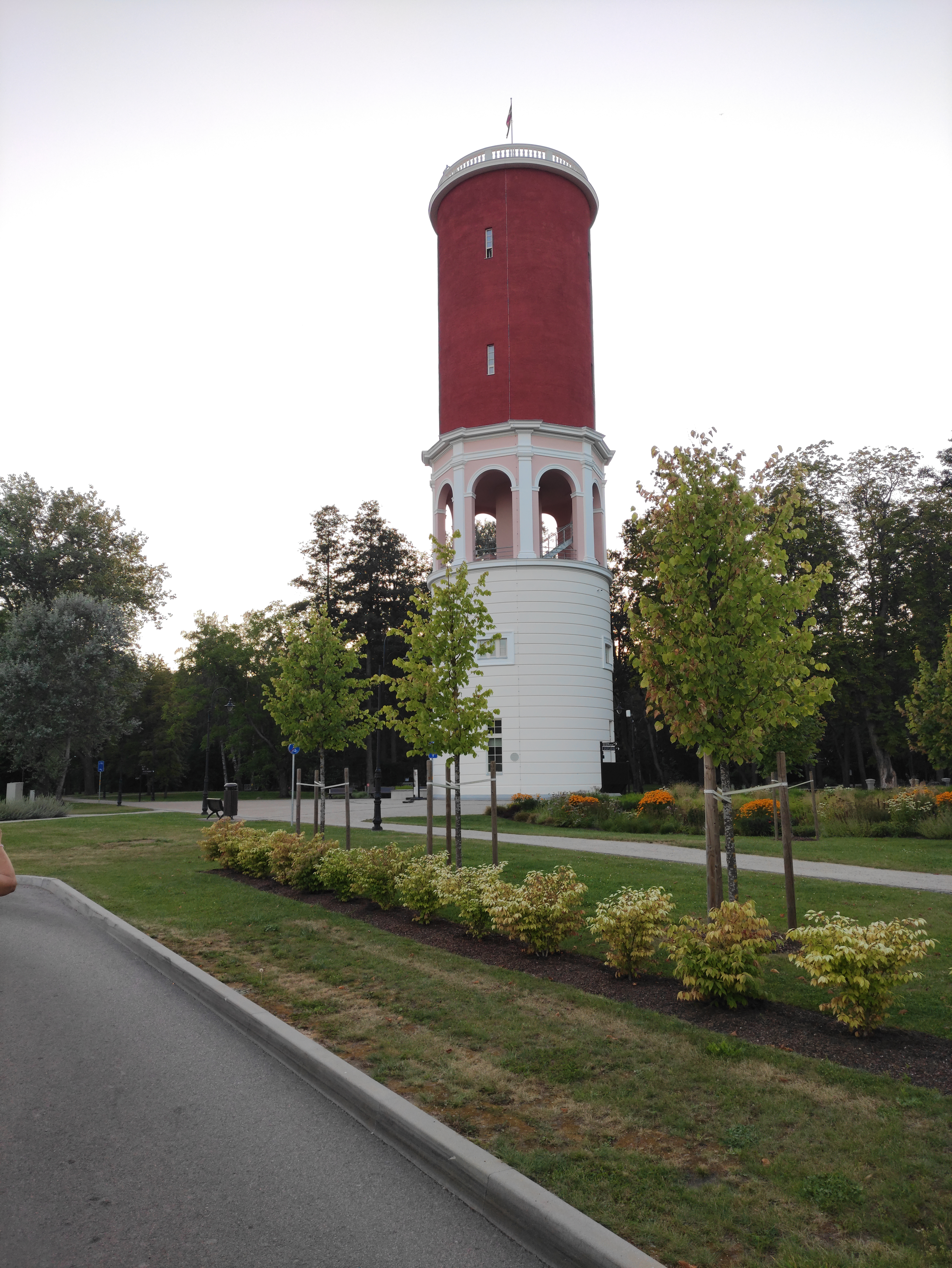
Vodárenská věž Ķemeri
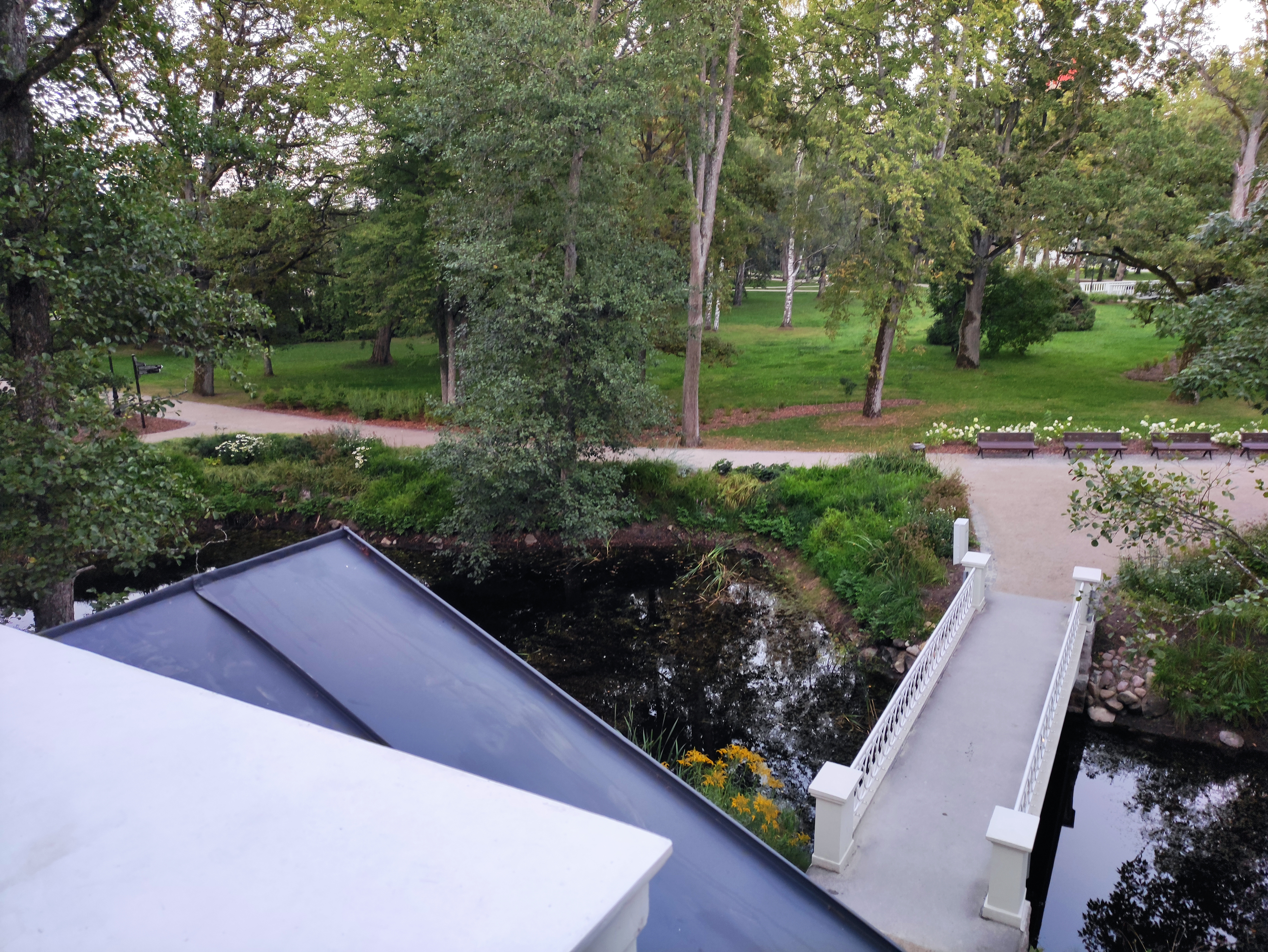
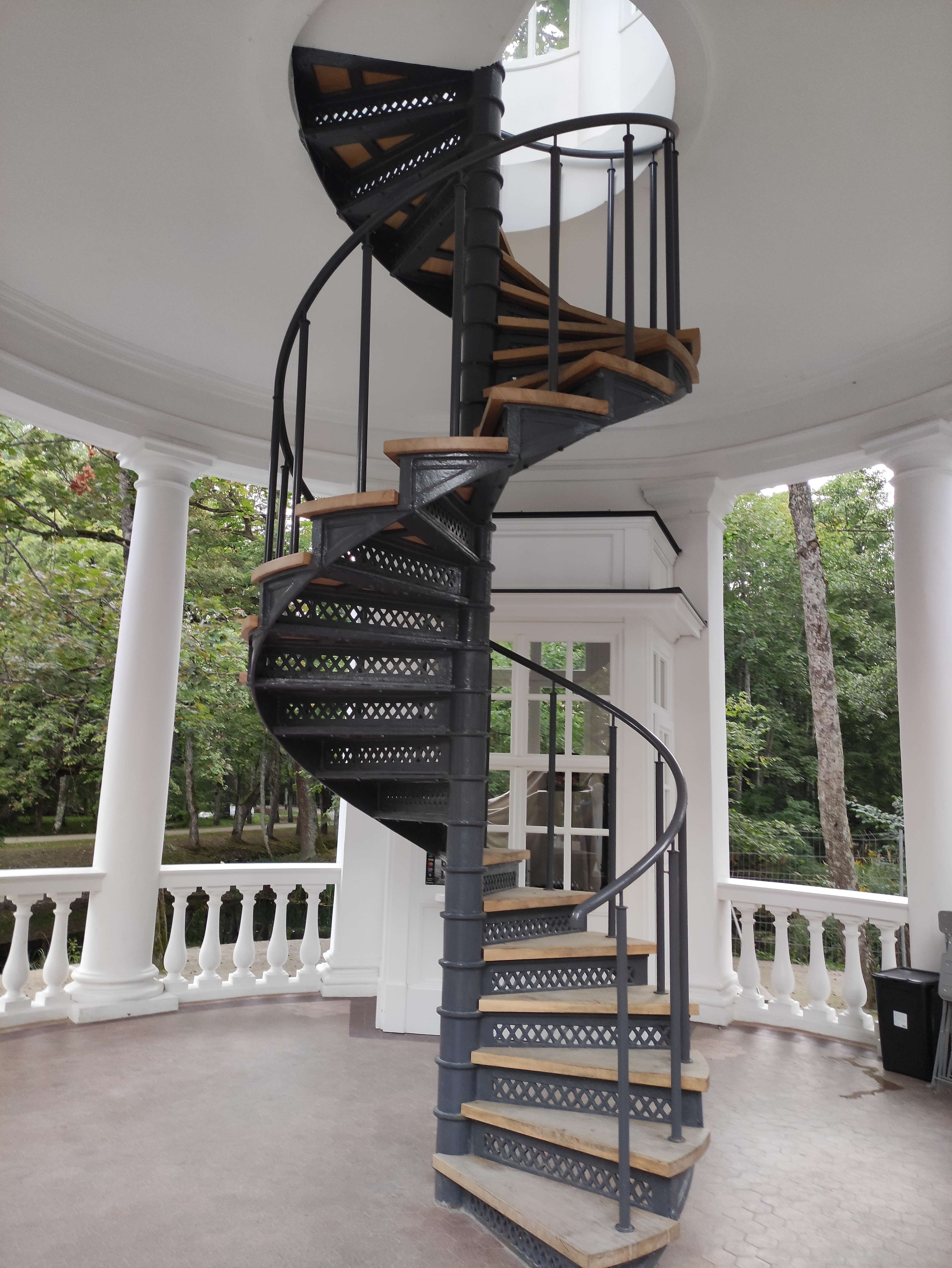
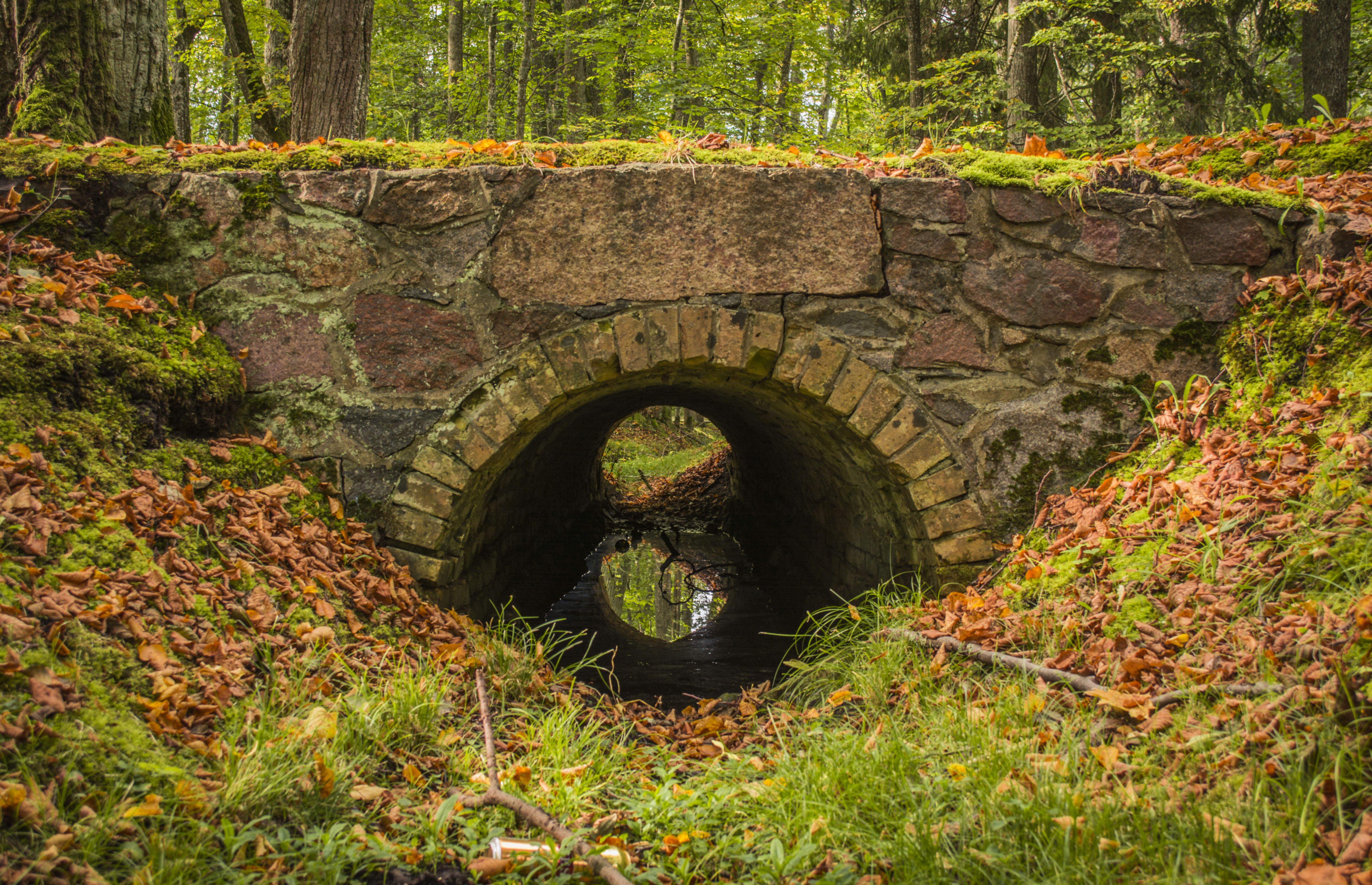
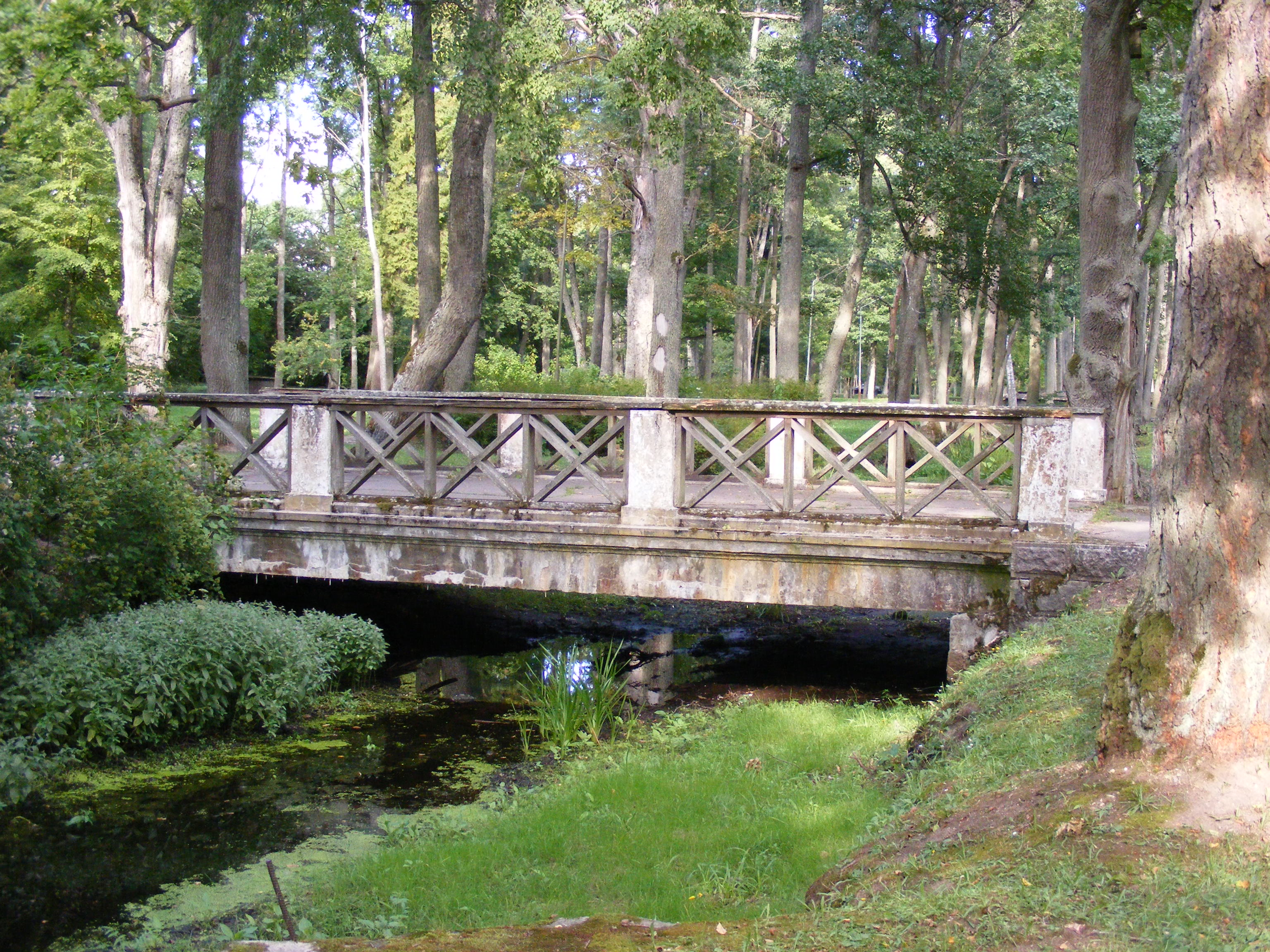
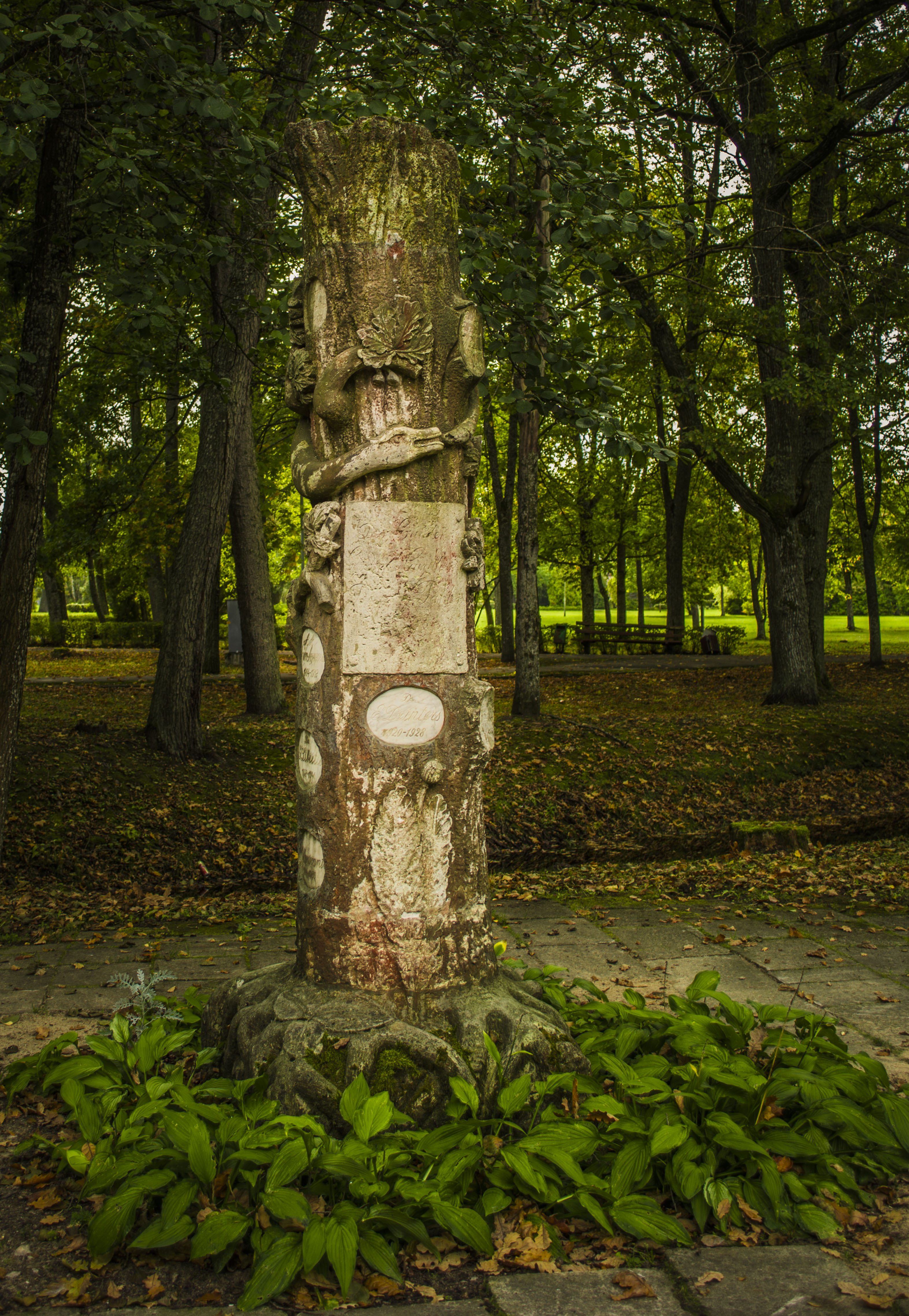
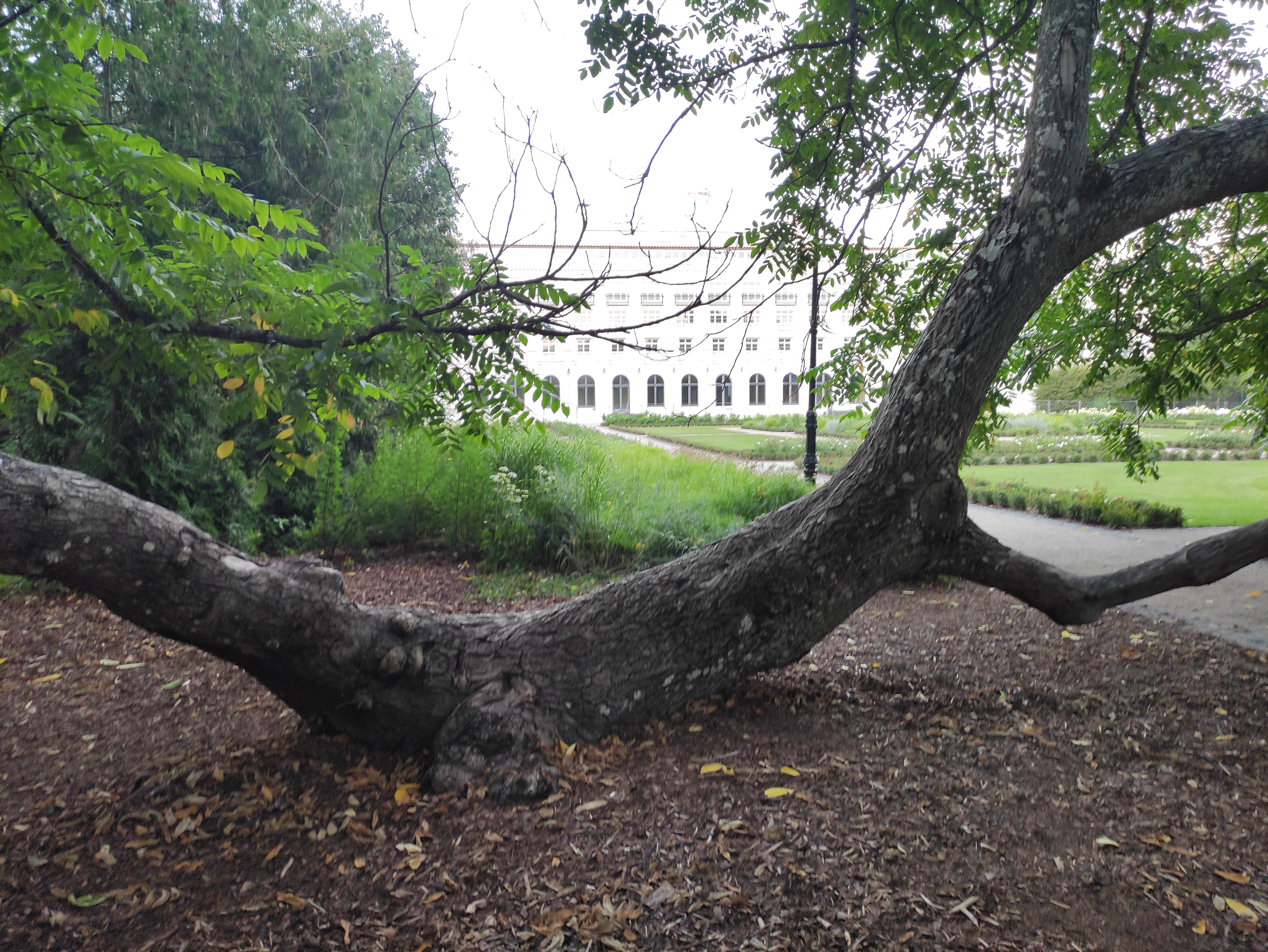